# Рухадзе Нугзар Доментійович
Нугзар Доментійович Рухадзе (1936, тепер Грузія — ?) — грузинський радянський державний діяч, 1-й секретар Кутаїського міського комітету КП Грузії. Член ЦК Комуністичної партії Грузії. Депутат Верховної Ради Грузинської РСР. Депутат Верховної Ради СРСР 10-го скликання.

## Життєпис
Закінчив Грузинський державний політехнічний інститут у місті Тбілісі.
З 1959 року — на комсомольській та профспілковій роботі.
Член КПРС з 1961 року.
У 1965—1974 роках — інструктор районного комітету КП Грузії; заступник голови, голова виконавчого комітету Жовтневої районної ради депутатів трудящих міста Тбілісі.
У 1974—1975 роках — 1-й секретар Самтредського районного комітету КП Грузії.
У 1975—1983 роках — 1-й секретар Кутаїського міського комітету КП Грузії.
Подальша доля невідома.

## Нагороди
- орден Трудового Червоного Прапора
- ордени
- медалі